# 北京路站 (广州)
北京路站是广州地铁6号线的一个地下车站，位于中國广东省广州市越秀区北京路万福路東側的地下，临近北京路步行街。於2013年12月28日啟用。

## 車站結構

### 車站樓層
本站共有三層，地面為北京路、泰康路、萬福路，北京路天河城及其它建築，地下一層为站厅；地下二層為設備區；地下三層為6號綫月台。
雖然6號線建設時需要根據國家新標準，在車站內加設公共洗手間，但由於本站無法騰出足夠的設備區空間，因此本站是6號線首期開通時少數沒有站內公共洗手間的車站之一，若要使用洗手間則需要从车站B出入口出站，前往北京路天河城商場負一層的公廁。
| 地下一层 | 站廳     | 售票機、客服中心、警务室、安检设施  |  |  |
| 地下二层 | 設備區   | 車站設備                            |  |  |
| 地下三层 | 2 站台   | █6号线 潯峰崗方向（下站：海珠广场） |  |  |
|          | 岛式站台 |                                     |  |  |
|          | 1 站台   | █6号线 香雪方向（下站：团一大广场） |  |  |

### 站厅
为方便行人进出，站厅西侧被划分为收费区，周围被行人通道以及车站商店包围，站厅收费区内设有兩台扶手电梯、一组楼梯和一台专用电梯供乘客来往于站厅及月台层。
本站為6號線首期六個文化站之一，在本站站廳層設有以「千年商道 繁華依然」為主題的文化藝術牆，主要內容為北京路步行街及該區域由古至今的千年商業歷史。柱面裝飾的內容則為北京路大南路口的景色。
商店及自助服务方面，北京路站設有便利店以及民生银行自動櫃員機、羊城通充值机。

### 月台

月台全景图（浔峰岗方向）

本站設有一個島式月台，位於萬福路地底。

### 出入口
北京路站目前共设有3个出入口。
车站开通时仅设有A、B出入口。2023年12月25日，位于北京南路泰康路口西南侧、与北京路天河城合建的A2口启用，原A口同时更名为A1口。
|                                                     |                                                           |      |          |                                                                                        |
| 編號                                                | 设施                                                      | 照片 | 出口指示 | 建議前往的目的地                                                                       |
| A1                                                  | 盲道标志 · 轮椅升降台标志 · 无障碍通道标志 · 扶手电梯标志 |      | 北京路   | 珠光路、八旗二马路、南堤二马路、天字码头、珠光路公交车站（西行）、南关公交车站（南行） |
| A2                                                  | 盲道标志 · 扶手电梯标志                                   |      | 泰康路   | 泰康路公交车站                                                                         |
| B                                                   | 盲道标志 · 扶手电梯标志                                   |      | 万福路   | 高第街、北京路步行街、北京路文化旅游区、北京路天河城（A区）、万福西路公交车站          |
| 註： 設有 \| 設有 \| 設有輪椅升降台 \| 設有扶手電梯 |                                                           |      |          |                                                                                        |

## 接驳交通
| 普通巴士线路（南关、珠光路、万福西站） \| 编号 \| 编号 \| 线路 \| 线路 \| 线路 \| 收费 \| 备注 \| \| ---- \| ----- \| ------------------------ \| ---- \| ------------------------ \| ---- \| ------------------------------------------------------------------ \| \| \| 1 \| 芳村花园南门 \| ⇆ \| 东山（署前路） \| 2元 \| \| \| \| 10 \| 昌岗路 \| ⇆ \| 恒福路 \| 2元 \| \| \| \| 183 \| 广州火车东站 \| ⇆ \| 汾水小区 \| 2元 \| \| \| \| 190 \| 赤岗大塘 \| ⇆ \| 柯子岭（地铁大金钟路站） \| 2元 \| \| \| \| 194 \| 华景新城（翰景路） \| ⇆ \| 宝岗大道 \| 2元 \| \| \| \| 519 \| 白云路 \| ⇆ \| 石井（红星村） \| 2元 \| 经棠溪 \| \| \| 544 \| 纸厂 \| ⇆ \| 广州市儿童公园 \| 2元 \| \| \| \| 夜1 \| 芳村花园南门 \| ⇆ \| 东山（署前路） \| 3元 \| 芳村花园方向经经康乃馨花园，东山（署前路）方向经东漖镇 1路附属线路 \| \| \| 夜8 \| 广州火车站（草暖公园） \| ⇆ \| 赤沙（广东财经大学） \| 3元 \| 14路附属线路 \| \| \| 夜16 \| 门口岗 \| ⇆ \| 城西花园 \| 3元 \| \| \| \| 夜32 \| 柯子岭（地铁大金钟路站） \| ⇆ \| 鹤洞 \| 3元 \| 544路附属线路 \| \| \| 夜69 \| 滘口客运站 \| ⇆ \| 鳌鱼岗大街牌坊 \| 4元 \| 236路附属线路 \| \| \| 夜107 \| 白云路 \| ⇆ \| 石井（红星村） \| 3元 \| 经机场路岗贝路口（省二医民航院区） 519路附属线路 \| 水上巴士（天字码头站） - S02：芳村码头↔中大码头 - S07：天字码头↔纺织码头 |       |                          |      |                          |      |                                                                    |
| 编号 | 编号  | 线路                     | 线路 | 线路                     | 收费 | 备注                                                               |
| | 1     | 芳村花园南门             | ⇆    | 东山（署前路）           | 2元  |                                                                    |
| | 10    | 昌岗路                   | ⇆    | 恒福路                   | 2元  |                                                                    |
| | 183   | 广州火车东站             | ⇆    | 汾水小区                 | 2元  |                                                                    |
| | 190   | 赤岗大塘                 | ⇆    | 柯子岭（地铁大金钟路站） | 2元  |                                                                    |
| | 194   | 华景新城（翰景路）       | ⇆    | 宝岗大道                 | 2元  |                                                                    |
| | 519   | 白云路                   | ⇆    | 石井（红星村）           | 2元  | 经棠溪                                                             |
| | 544   | 纸厂                     | ⇆    | 广州市儿童公园           | 2元  |                                                                    |
| | 夜1   | 芳村花园南门             | ⇆    | 东山（署前路）           | 3元  | 芳村花园方向经经康乃馨花园，东山（署前路）方向经东漖镇 1路附属线路 |
| | 夜8   | 广州火车站（草暖公园）   | ⇆    | 赤沙（广东财经大学）     | 3元  | 14路附属线路                                                       |
| | 夜16  | 门口岗                   | ⇆    | 城西花园                 | 3元  |                                                                    |
| | 夜32  | 柯子岭（地铁大金钟路站） | ⇆    | 鹤洞                     | 3元  | 544路附属线路                                                      |
| | 夜69  | 滘口客运站               | ⇆    | 鳌鱼岗大街牌坊           | 4元  | 236路附属线路                                                      |
| | 夜107 | 白云路                   | ⇆    | 石井（红星村）           | 3元  | 经机场路岗贝路口（省二医民航院区） 519路附属线路                   |

## 利用状况
本站位處廣州老城區，週邊多為老式住宅區，也鄰近北京路步行街、北京路天河城（原名粵海仰忠匯）等商業設施，越秀區兒童醫院亦位於本站附近。同時由于本站名為「北京路」站，而且車站離北京路步行街南端只有200米左右的距離，比從公园前站前往北端近了200多米，因此吸引到不少乘客利用本站前往北京路步行街，令本站全天出入閘客流處於較高水平。

## 历史
在1997年的《廣州市城市快速軌道交通線網規劃研究（最終報告）》中，當時的7號綫，也就是現時的6號綫，中途设有北京路站，位置与现时基本一致。
2005年，随六號線开工本站开始建设。2008年7月15日，本站封顶。2013年12月28日，本站随6号线首期正式开通而启用。
本站啟用初期，因車站B出入口與粵海仰忠匯商場結合設置，而該商場當時仍在裝修佈置階段，僅開放車站出入口部分供乘客進出。故當時商場內裝修用油漆等散發出的氣味進入車站，令車站站廳和站台出現顯著異味。隨著商場裝修結束及開放，站內空氣質量才得以逐漸改善。
另外，本站至海珠廣場站曾是廣州地鐵線網相距最近的兩個車站，相距只有631米，直到2025年被10号线的東曉南站至工业大道南站的558米站距取代。

### 事件
2007年12月12日，本站发生吊机倾倒意外，折断的吊臂砸落万福路一侧的骑楼，无人受伤。
2020年3月22日20:40许，本站站厅层一间便利店的冰箱因短路发生火灾，列车一度不停靠本站。